# Укупно време преживања
Укупно време преживања зависи од више фактора. Поред индивидуалних разлика, количина, врста хране и њена физичка својства утичу на ово време. У просеку време преживања износи око 7 до 8  часова дневно, односно једна трећина дана. За то време говеда поново сажваћу око 40-60 kg садржаја бурага. Са повећањем количине хране дужина преживања се повећава. Овце храњене сеном преживају 8-9 часова дневно, на оброку иситњеног сена трава 5 часова, а на концентрованом само два и по часа дневно. 
Преживање се одиграва током читавог дана. Периоди преживања су равномерно распоређени током 24 часа. Просечан број периода преживања износи око 8 у току дана, што зависи од врсте преживара али и од броја дневних оброка. Код оваца је забележено 9-18 периода преживања дневно, при једнократној исхрани, а 12-35 код вишекратне исхране. Током дана дистрибуција периода преживања је релативно равномерно распоређена, мада је примећено да шталски држане животиње преживају радије ноћу када леже. Око две трећине преживања код говеда се обави у ноћном периоду. Дужина једног периода преживања креће се од неколико минута до једног часа. Просечно време једног циклуса преживања (регургитација, ремастикација, реинсаливација и редеглутиција) је око један минут, са паузом од 3-4 секунде између сваког циклуса. Поновно узимање хране после периода преживања одиграва се након 15-20 минута.
Преживање код телади почиње друге или треће недеље живота, односно од момента када телад почну да узимају грубу храну.